# جواهرهای برف
جواهرهای برف کتابی است داستانی مخصوص کودکان که در ۱۹۵۰ توسط پاتریشیا سنت جان، نویسنده بریتانیایی نوشته شده است. این کتاب بارها تجدید چاپ شده و به زبان‌های مجاری، فنلاندی، نروژی، چینی، آلمانی، ایتالیایی، ویتنامی، کره‌ای، لهستانی، ولزی و روسی و فارسی ترجمه شده است. انتشارات فرهنگ صبا این کتاب را با عنوان بچه‌های آلپ در سال ۱۳۹۵ چاپ کرده است.
البته اولین بار این کتاب با نام گنج در میان برف با ترجمه آقای مسعود رجب نیا در سال 1335 خورشیدی توسط انتشارات نور جهان چاپ شده است.

## اقتباس
از روی این کتاب، انیمه‌ای ژاپنی با عنوان داستان آلپ: آنت من در ۴۸ قسمت توسط استودیو نیپون انیمیشن ساخته شده است. این انیمشین در ایران نیز با نام بچه‌های آلپ در دهه شصت خورشیدی پخش شده است.